# 保罗·克罗斯
保罗·克罗斯（英語：Paul Cross，1979年2月10日—），澳大利亚男子游泳运动员。他曾代表澳大利亚参加1996年和2000年夏季残疾人奥林匹克运动会游泳比赛，其中2000年夏季残奥会获得一枚金牌。